# George Hutson
Pour les articles homonymes, voir Hutson.
George William Hutson (né le 22 décembre 1889 à Lewes et décédé le 14 septembre 1914 en France) est un athlète britannique spécialiste du fond. Il était affilié au Surrey AC.

## Biographie
Il meurt au combat en France lors de la Première Guerre mondiale le 14 septembre 1914.

### Palmarès
| Date | Compétition           | Lieu      | Résultat | Épreuve             | Performance   |
| ---- | --------------------- | --------- | -------- | ------------------- | ------------- |
| 1912 | Jeux olympiques d'été | Stockholm | 3e       | 5 000 mètres        | 15 min 07 s 6 |
| 1912 | Jeux olympiques d'été | Stockholm | 3e       | 3 000 m par équipes | 15 min 07 s 6 |

### Records
| Épreuve      | Performance   | Lieu | Date |
| ------------ | ------------- | ---- | ---- |
| 3 000 mètres | 8 min 55 s 8  |      | 1912 |
| 5 000 mètres | 15 min 07 s 6 |      | 1912 |